# Batman Ninja
Série
Batman Ninja vs. Les Yakuzas
(2025)
Pour plus de détails, voir Fiche technique et Distribution.
Batman Ninja (ニンジャバットマン, Ninja Battoman) est un film d'animation japonais dirigé par Junpei Mizusaki et produit par Warner Bros et sorti en 2018.
Le film suit Batman alors qu'il est pris dans sa machine temporelle et est envoyé au Japon féodal. Il y est chassé par des samouraïs au service du Joker. En s'échappant, il rencontre Catwoman, elle aussi prise dans le temps depuis deux ans, qui lui apprend que les criminels de Gotham sont tous là et sont devenus des Seigneurs féodaux après avoir abusé le daimyō. Batman et Catwoman doivent donc intervenir pour empêcher les vilains de ré-écrire l'histoire. Pour y parvenir, Batman et ses alliés vont devoir apprendre les arts du ninjutsu pour défaire leurs ennemis menés par Lord Joker qui recherche la domination totale de l'État féodal et la destruction finale du chevalier noir.
Le film est centré sur les arts martiaux et le super héros Batman, avec les personnages de DC Comics accompagnant généralement ce personnage. Takashi Okazaki, créateur d'Afro Samurai, est le designer du film. 
Le film sort en version numérique aux États-Unis le 24 avril 2018 et est accessible en format physique depuis le 8 mai 2018 (et le 15 juin au Japon.) ; en France le film est disponible en streaming sur la plateforme Netflix depuis le jour de sa sortie.
Une suite, Batman Ninja vs. Les Yakuzas, sort en 2025.

## Synopsis
Alors qu'il combat Gorilla Grodd à l'Asile d'Arkham, Batman est pris dans la machine à déplacement temporel Quake Engine de Grodd et envoyé au Japon féodal. Là, il est pourchassé par des samouraïs travaillant pour le Joker. Au cours de son évasion, Batman rencontre Catwoman, qui révèle que tous les autres sont arrivés 2 ans plus tôt car Batman se trouve dans la zone la plus éloignée affectée par le Quake Engine. Il apprend d'elle que tous les principaux criminels de Gotham City sont devenus des seigneurs féodaux après avoir trompé le daimyo Sengoku, se battant jusqu'à ce qu'il ne reste qu'un seul État. Pour empêcher les méchants de modifier l'histoire, Batman et Catwoman doivent se rendre au Quake Engine du château d'Arkham (anciennement l'asile).
Batman découvre qu'Alfred Pennyworth est également dans le passé et a construit une Batcave à l'extérieur d'Edo. Lorsque les troupes du Joker tendent une embuscade à la cachette, Batman se fraye un chemin dans sa Batmobile vers le château d'Arkham, qui se transforme en forteresse robotique. Alors que Batman affronte le Joker, il est obligé de partir et de sauver une mère et son enfant d'être écrasés par la main du robot. Il transforme son Batcycle en une combinaison blindée pour vaincre un sumo Bane et arrêter la main du robot, seulement pour apprendre que la mère est une Harley Quinn déguisée. Alors que Batman est entouré des sbires du Joker, il est soudainement emmené par des ninjas dirigés par Eian du Bat Clan de Hida.
Batman apprend que le Bat Clan a aidé Nightwing, Red Hood, Red Robin et Robin à leur arrivée et que le clan a suivi une prophétie selon laquelle un ninja chauve-souris étranger rétablissait l'ordre dans le pays. Robin donne à Batman une invitation de Grodd à une source chaude à proximité. Là, Grodd explique qu'il avait l'intention d'envoyer les méchants au loin afin de pouvoir prendre Gotham pour lui-même, mais l'interférence de Batman les a tous envoyés au Japon féodal. Batman et Grodd acceptent de travailler ensemble pour retourner à Gotham. Batman, Grodd, Catwoman, la Bat-Family et le Bat Clan combattent le Joker et ses forces au bord de la rivière.
Ils battent le Joker et Harley, mais Grodd se retourne contre Batman, révélant son alliance avec Double-Face avant que le Joker et Harley ne s'échappent et ne fassent exploser leur propre vaisseau, entraînant Batman avec lui. Après avoir capturé un convertisseur de puissance de Harley, Catwoman tente de négocier avec Grodd pour la ramener à Gotham ; cependant, ils doivent obtenir d'autres convertisseurs de puissance auprès du Pingouin, Poison Ivy et Deathstroke pour compléter le Quake Engine. Deux jours plus tard, Batman se remet de ses blessures et encourage la Bat-Family à apprendre les méthodes des ninjas pour vaincre Grodd.
Red Hood localise Joker et Harley, mais Batman découvre qu'ils ont perdu la mémoire à cause de l'explosion et vivent comme des agriculteurs. Un mois plus tard, les méchants mobilisent leurs châteaux robotiques pour se battre au « Champ de l'Enfer ». Batman mène la Bat-Family et le Bat Clan sur le champ de bataille. Après avoir vaincu les autres méchants, Grodd les met sous son contrôle mental, avec l'intention de diriger lui-même le pays. Le Joker et Harley, cependant, écrasent son groupe d'en haut, récupérant leur château de Grodd. La Bat-Family sauve Catwoman et Grodd avant que le Joker ne fusionne tous les châteaux en le super robot Lord Joker.
Grodd, blessé, confie le contrôle de son armée de singes à Batman : Robin leur permet de fusionner en un singe samouraï géant pour combattre le robot du Joker. Le singe samouraï se combine ensuite avec un essaim de chauves-souris pour former le Batgod afin de vaincre Lord Joker, avant que la Bat-Family ne fasse irruption dans le château pour combattre les méchants. Le Joker révèle à Batman qu'en tant qu'agriculteurs, lui et Harley ont planté des fleurs spéciales qui leur ont restauré la mémoire après la floraison. Alors que le château tombe, Batman et le Joker s'engagent dans un duel au sabre. Grâce à ses compétences en ninjutsu, Batman bat le Joker. Une fois le Joker et les méchants vaincus, le Bat Clan commence à travailler pour restaurer le Japon féodal à son état d'origine et la Bat-Family ramène les méchants à nos jours.
Dans une scène de mi-générique, Catwoman vend des armes et des meubles des châteaux robotiques à un magasin d'antiquités, tandis que Bruce monte une Batmobile conduite par des chevaux à une fête organisée par le maire.

## Fiche technique
Basé sur les personnages DC de Batman, créé par Bob Kane et Bill Finger.
- Titre original et français : Batman ninja
- Réalisation : Junpei Mizusaki
- Scénario : Kazuki Nakashima, Leo Chu et Eric S. Garcia
- Production : Takashi Okazaki, Warner Bros, Warner Bros. Japan
- Création graphique des personnages : Takashi Okazaki
- Animation : Kamikaze Douga
- Effets animation 3D : Yuki Ishikawa
- Musique : Yugo Kanno
- Pays d'origine :  Japon,  États-Unis
- Langue originale : Japonais, anglais
- Genre : Animation, action et science-fiction
- Durée : 85 minutes
- Dates de sortie : 
  - États-Unis : 24 avril 2018 (Version numérique)
  - États-Unis : 5 mai 2018 (vidéo)

## Distribution

### Voix originales japonaises
- Batman / Bruce Wayne : Kouichi Yamadera
- Catwoman : Ai Kakuma
- The Joker : Wataru Takagi
- Harley Quinn : Rie Kugimiya
- Alfred Pennyworth : Hôchû Ôtsuka
- Robin / Damian Wayne : Yûki Kaji
- Gorilla Grodd : Takehito Koyasu
- Bane : Kenta Miyake
- Two-Face : Toshiyuki Morikawa
- Nightwing / Dick Grayson : Daisuke Ono
- Poison Ivy : Atsuko Tanaka
- Red Robin / Tim Drake : Kengo Kawanishi
- Deathstroke : Junichi Suwabe
- Le Pingouin : Chō
- Red Hood / Jason Todd : Akira Ishida

### Voix originales américaines
- Batman / Bruce Wayne : Roger Craig Smith
- Catwoman / Selina Kyle : Grey Griffin
- Le Joker : Toni Hale
- Harley Quinn : Tara Strong
- Alfred Pennyworth : Adam Croasdell
- Robin / Damian Wayne : Yuri Lowenthal
- Gorilla Grodd : Fred Tatasciore
- Bane : Kenta Miyake
- Two-Face : Eric Bauza
- Nightwing / Dick Grayson : Adam Croasdell
- Poison Ivy : Tara Strong
- Red Robin / Tim Drake : Will Friedle
- Deathstroke : Fred Tatasciore
- Le Pingouin : Tom Kenny
- Red Hood / Jason Todd : Yuri Lowenthal
- Eian : Matthew Yang King

### Voix françaises
- Batman / Bruce Wayne : Emmanuel Jacomy
- Catwoman / Selina Kyle : Françoise Cadol
- Le Joker : Marc Saez
- Harley Quinn : Kelvine Dumour
- Alfred Pennyworth : Jean-François Lescurat
- Robin / Damian Wayne : Gabriel Bismuth-Bienaimé
- Gorilla Grodd : Paul Borne
- Bane : Kenta Miyake
- Two-Face : Maurice Decoster
- Nightwing / Dick Grayson : Mathias Kozlowski
- Poison Ivy : Dominique Vallée
- Red Robin / Tim Drake : Sébastien Desjours
- Deathstroke : Jérémie Covillault
- Le Pingouin : Gilbert Levy
- Red Hood / Jason Todd : Jérémie Bedrune
- Eian : Sylvain Agaësse

## Adaptation
Le film est adapté au format manga en 2019. Le scénario du film est approfondi sur deux tomes, écrits et dessinés par Masato Hisa. Le premier sort aux éditions Kana en septembre 2019.